# Melanitta americana
El negrón americano o negreta negra (Melanitta americana) es una especie de ave anseriforme de la familia Anatidae. Junto con el negrón común (Melanitta nigra) forman el subgénero Oidemia y a veces son consideradas una sola especie.

## Distribución
Se reproduce en el extremo norte de América del Norte, en Terranova y Labrador, al sureste de la bahía de Hudson, en Alaska, y en Siberia, al este de estrecho de Bering y el río Yana. Pasa el invierno en zonas templadas más al sur, en las costas del norte de Estados Unidos y Canadá, en la costa del Pacífico hasta la región de la bahía de San Francisco, en el Atlántico hasta el golfo de México y en Asia hasta el sur de China.
Algunas aves pueden pasar el invierno en los Grandes Lagos. También es un vagabundo muy raro en el oeste de Europa.